# Hemimycena conidiogena
Hemimycena conidiogena es una especie de hongo basidiomiceto de la familia Mycenaceae, del orden  Agaricales.